# 宝丽来
寶麗來（Polaroid），目前是一家總部位於荷蘭的拍立得底片與相機製造公司，主要生產拍立得底片(即时成像底片)及拍立得相機，2022年起擴展產品線，推出數款隨身攜帶藍牙喇叭 。
寶麗來由 Edwin H. Land與George W. Wheelwright III 於 1937 年創立，最初是開發生產能應用於太陽鏡和科學工作的偏光片。1948年，一款命名為 Model 95 的拍立得相機及其底片開始上市銷售。該公司在1970年間曾相當活躍。

原寶麗來公司於2001年宣布破產，其品牌和資產遭瓜分與出售，但仍繼續以 Polaroid Corporation 的名義運營，以寶麗來品牌用於許可和銷售外國製造的電子產品。2007年停止生產相機，2008年宣布破產。同年，The Impossible Project從當時的寶麗來購買了拍立得底片的生產機器，並重新開始租賃廠房生產拍立得底片。2017年，寶麗來的品牌和智財權由 The Impossible Project 的最大股東 Wiaczesław Smołokowski收購，公司更名為Polaroid Originals。2020 年3月，Polaroid Originals 再度更名為Polaroid 。

## 歷史
寶麗來最初於 1937 年由 Edwin H. Land 和 George W. Wheelwright III 在美國麻薩諸塞州波士頓市西北方的劍橋成立。最初的市場是偏光鏡，並創造出各種相關應用產品，包括3D電影和狗用防眩光護目鏡。二次世界大戰期間，寶麗來為美軍設計和製造了包括用於測距儀和潛望鏡的紅外線夜視設備偏光與彩色濾光片。

1947年，Edwin H. Land向美國光學學會展示了拍立得相機的原型和底片。翌年，寶麗來第一款拍立得相機 Model 95在波士頓的Jordan Marsh百貨公司開始上市銷售，相關系列型號Model 95、95A和95B總計生產了超過 150 萬台  。當時的用戶必須轉動旋鈕出片，等待一分鐘後，再動手將底片上的圖層剝開，之後才能看到顯像完成的正片。1958年，4x5 尺寸的拍立得底片發表。1960年，具有自動曝光能力的Polaroid Model 900問世。

1972年，SX-70發表，這是寶麗來系統的最高篇章。SX-70使用的是一體式的底片技術，去除了撕拉的動作，使用者只需要按下相機按鈕，即可看著圖像在他們的眼前顯影。SX-70 包含許多複雜的設計元素，可折疊的SLR取景器需要複雜的光路設計，利用三個非球面反射鏡以奇數角度設置，使底片能呈現正像。精密塑料成型諸多機械零件，機身呈現金屬外觀。底片盒包含6V電池，為電子電路、電機和閃光燈供電。
柯達曾於1976 年也發布拍立得相機，但遭到寶麗來指控竊取了其獲得的專利，並請求賠償 120 億美元。訴訟持續了10年，最終法院裁定寶麗來勝訴，命令柯達停止拍立得相機及底片的生產，並向寶麗來支付其要求的 120 億美元中的 9.095 億美元。
1977 年，寶麗來推出了即時彩色家庭電影系統，名為 Polavision。遺憾的是，該系統對使用者的成本較高，難以與正興起的錄像帶系統競爭。最終，Polavision未能暢銷，加上製造生產的設備費用，對寶麗來造成了巨大的損失。Edwin H. Land於1980 年辭去了CEO一職，並在兩年後離開了寶麗來。這是寶麗來走向黯淡的轉折點。
Edwin H. Land卸下CEO的職務之後，寶麗來的營運趨向傳統，面對底片銷售衰退時，採取調降相機售價的策略，推出市場的Pronto! 或後續的OneStep相機，均已改用廉價的塑膠製造，給予人玩具的感受。同時柯達調整了底片配方，推出能在一小時內完成彩色底片沖洗的服務，拍立得相機的即時性優勢逐漸退去。隨著時間推移，其他新技術的興起競爭，如一次性相機、錄像機、數位相機等，使攝影愛好者的選擇變多，單張照片的成本下降，讓寶麗來在營運上逐漸乏力，即使是1986年有spectra，1992年有captiva等系列產品的推出，產品背後並沒有吸引人的新技術，流行性大減，無力在市場中獲得迴響，深陷債務危機

2001年，寶麗來申請聯邦11章的破產保護。翌年，Bank One的私募股權投資部門 One Equity Partners (OEP) 在拍賣中擊敗了德意志銀行贏得了寶麗來公司的收購 。OEP Imaging Corporation進而創立了一家新公司 Primary PDC, Inc. 並繼續以Polaroid Corporation的名義運營。OEP Imaging Corporation隨後更名為Polaroid Holding Company(控股) 。 

破產期間，Polaroid 品牌被允許使用於其他產品上。例如在2002 年 9 月， The Character Group plc 的子公司 World Wide Licenses 獲得了三年的獨家權，能以寶麗來品牌製造和銷售數位相機。 而以寶麗來品牌的LCD顯示器、DVD 播放器等產品也出現在市場上<。

Polaroid Holding Company於2005 年由 Petters Group Worldwide 收購。同年，Flextronics 收購了 Polaroid 的製造業務，並將大部分製造業務轉移到中國。2007 年，寶麗來已完全停止生產相機。 而2008年2月，寶麗來的底片生產原料已接近耗盡，並發出底片即將停產的消息。就在2008年位於荷蘭恩斯赫德的底片工廠正準備關閉的同時，時任底片廠的主管André Bosman 及 曾在lomo相機擔任行銷職務的Florian Kaps 籌組了 The Impossible Project，找來了被資遣的舊員工，重新組裝生產線，調整遭歐盟禁用的染料配方，生產出了新的拍立得底片，2010年開始量產銷售。。2012年，Smolokowski家族投資了The Impossible Project，並成為最大股東。2014 年The Impossible Project 宣布 Oskar Smołokowski 將成為他們的新任CEO。

回到2009年，寶麗來獲得美國破產法院的批准，將其出售給多倫多的 Hilco Consumer Capital LP 和波士頓的 Gordon Brothers Brands LLC 的合資企業。 同年，該合資企業將 Polaroid Corporation 置於母公司 PLR IP Holdings, LLC 的聯合控股之下。稍後，寶麗來的新控股公司 PLR IP Holdings, LLC 宣布與 Summit Global Group 簽訂為期 5 年的獨家協議，生產和分銷寶麗來品牌的數碼相機、數碼攝像機、數碼相框和 PoGo- 品牌移動產品。

2017 年，Wiaczesław Smołokowski 收購了PLR IP Holdings, LLC。由於Smołokowski 身為 The Impossible Project 的最大股東，此次收購使兩家公司都處於其掌握。同年，The Impossible Project更名為 Polaroid Originals。2020 年 3 月，該公司再次更名為 Polaroid。
2020 年 3 月Polaroid Now 發表，成為多年來第一款擁有 Polaroid 品牌的拍立得相機。

## 產品

### Instant rollfilm
- 40 Series (3.25 x 4.25-inch, 83 x 108 mm)
  - Model 95 (1948–1953)：鏡頭為135mm f/11，快門速度為 1/8 – 1/60 。[16]
  - Model 95A "Speedliner" (1954–1957)：配備了自主研發的 130mm F/8.8 鏡頭，快門速度為 1/12 - 1/100 和 B快門。[16]。
  - Model 95B "Speedliner" (1957–1961)：曝光數值的呈現改由以現行標準的 EV 取代 LV。[17]。
  - Model 100 "One Hundred" (1954–1957)：鏡頭為114mm f8.8。[18]
  - Model 110 "Pathfinder" (1952–1957)：鏡頭為127mm f/4.5 ，快門速度為 1-1/400 及 B、T快門。[19]
  - Model 110A "Pathfinder" (1957–1960)：鏡頭為127mm f/4.7 ，快門速度為 1-1/300 及 B 快門，有倒數功能。[19]
  - Model 110B "Pathfinder" (1960–1964)：規格同Model 110A，取景器則是帶有視差校正。[19]
  - Model 120 (1961–1965)：非美國市場由Yashica製造，採用127mm f/4.7 Yashinon鏡頭，快門速度為 1-1/500 及 B 快門。[19]
  - Model 150 (1957–1960)
  - Model 160 (1962–1965)
  - Model 700 (1955–1957)
  - Model 800 "The 800" (1957–1962)
  - Model 850 (1961–1963)
  - Model 900 (1960–1963)
  - Model J66 (1961–1963)：鏡頭旁有決定快門速度的硒電池。快門範圍在1/15 - 1/1000。鏡頭為塑料，f/19。[20]
- 30 Series (2.5 x 3.25-inch, 64 x 83 mm)
  - Model 80 "Highlander" (1954–1957)：鏡頭為 100 mm f/8.8.，快門速度為 B、1/100、1/25。[21]
  - Model 80A "Highlander" (1957–1959)
  - Model 80B "Highlander" (1959–1961)
  - Model J33 (1961–1963)
- 20 Series (2.5 x 3.25-inch, 64 x 83 mm)
  - Polaroid Swinger Model 20 (1965)：鏡頭為 100 mm f/11.，快門速度為 1/200。[22]
  - Polaroid Swinger II (aka M15 Swinger Sentinel)

### Instant packfilm (撕拉片)
- 100 Series (2.875 x 3.75-inch, 72 x 95 mm)
  - 100 Series folding cameras
    - Model 100 (1963–1966)
    - Model 101 (1964–1967)
    - Model 102 (1964–1967)
    - Model 103 (1965–1967)
    - Model 104 (1965–1967)
    - Model 125 (1965–1967)
    - Model 135 (1965–1967)

  - 200 Series folding cameras
    - Model 210 (1967–1969)
    - Model 215 (1968–1970)
    - Model 220 (1967–1969)
    - Model 225 (1968–1970)
    - Model 230 (1967–1969)
    - Model 240 (1967–1969)
    - Model 250 (1967–1969)

  - 300 Series folding cameras
    - Model 315 (1969–1971)
    - Model 320 (1969–1971)
    - Model 325 (1969–1971)
    - Model 330 (1969–1971)
    - Model 335 (1969–1971)
    - Model 340 (1969–1971)
    - Model 350 (1969–1971)
    - Model 355 (1975)
    - Model 360 (1969–1971)
    - Countdown M60 (1970)
    - Countdown M80 (1970)

  - 400 Series folding cameras
    - Model 420 (1971–1977)
    - Model 430 (1971–1977)
    - Model 440 (1971–1976)
    - Model 450 (1971–1974)
    - Model 455 (1975–1976)
    - Countdown 70 (1971–1973)
    - Countdown 90 (1971–1973)

  - Other folding cameras
    - Model 180 (1965–1969)
    - Model 185
    - Model 185 Millennium (2000-)
    - Model 190 (1974–1977)
    - Model 195 (1974–1976)
    - The Reporter (1977)
    - EE100 (1977)
    - EE100 Special
    - ProPack

  - Non-folding cameras
    - 600 (1978)
    - 600SE (1978)
    - Model 3000 "Big Swinger" (1968–1970)
    - Big Shot (1971–1973)
    - Clincher (1975)
    - Clincher 2
    - The Colorpack (1973–1975)
    - Colorpack II (1969–1972)
    - Colorpack III (1970–1971)
    - Colorpack IV (1969–1971)
    - Colorpack V "CP5" (1973–1975)
    - Colorpack 100 (1975–1976)
    - Colorpack 200 (1977–1978)
    - Colorpack M6 (1970–1971)
    - EE55 (1976–1977)
    - EE58 (1977–1978)
    - EE60 (1976–1977)
    - EE66 (1976–1977)
    - Instant 30 (1978)
    - Memory Maker
    - Minute Maker (1977)
    - Minute Maker Plus (1977–1978)
    - Super Colorpack (1971–1972)
    - Super Colorpack IV (1971–1972)
    - Super Colour Swinger III (1976–1978)
    - Super Shooter (1975–1977)
    - Super Shooter Plus (1975–1977)

  - 80 Series (2.75 x 2.875-inch, 69 x 72 mm)
    - Colorpack 80 (1971–1976)
    - Colorpack 82 (1971–1975)
    - Colorpack 85 (1971–1975)
    - Colorpack 88 (1971–1975)
    - Colour Swinger (1975–1978)
    - Colour Swinger II (1975)
    - EE22 (1976–1977)
    - EE33 (1976–1977)
    - EE38 (1977–1978)
    - EE44 (1976–1977)
    - EE88 (1976)
    - Electric Zip (1975–1978)
    - Instant 10 (1978)
    - Instant 20 (1978)
    - Square Shooter (1971–1972)
    - Square Shooter 2 (1972–1975)
    - Square Shooter 4 (1972–1975)
    - Super Colour Swinger (1975–1977)
    - Super Colour Swinger II (1975–1978)
    - Super Swinger
    - Swinger EE (1976–1978)
    - Zip (1974–1977)
    - Viva with electronic flash No.M1183 (1984) for Caribbean market

### Integral SX-70 Film
- (底片尺寸 107 x 88 mm，畫面區域 79 x 79 mm)
- Folding cameras
  - SX-70 (1972)
    - 分為刻度版和數字版兩個版本。早期版本搭載砂對焦屏，之後的版本全改用裂像對焦屏。

  - SX-70 Alpha (1977)
    - ALPHA在對焦與閃燈系統上都做了改良，全面加裝了腳架及背帶孔，貼皮也換成了真皮。

  - SX-70 Alpha 1 (1977)
    - 於1977年推出，是ALPHA的小改款。此款還曾推出特別款的金色配色，由德國前總理夫人Mildred Scheel與寶麗來合作推出的義賣款，限量一千台，僅在德國發售。而電影《情書》中也曾出現ALPHA1的身影。

  - SX-70 Alpha 1 Executive (1977)
  - SX-70 Alpha 1 24 Kt Gold Mildred Scheel
  - SX-70 Alpha 1 Model 2 (1977)
    - ALPHA1的小改款。

  - SX-70 Executive (1975–1977)
  - SX-70 Model 2 (1974–1977)
    - 由於SX-70天價級的研發成本，不僅導致股市對寶麗來獲利能力的不信任，也讓創辦人藍德陷入了權力鬥爭之中。在相機部門領導人比爾麥昆(Bill McCune)的強力運作下，價格較低的MODEL2上市了。MODEL2一共推出了兩款機身配色，分別是產量較多的乳白色，以及產量較少的黑色。一樣分為刻度版和數字版兩個版本。早先推出的版本不具有腳架及背帶孔，後期版本則附有這兩項孔座。

  - SX-70 Model 3 (1975–1978)
    - 在比爾麥昆(Bill McCune)主導下，寶麗來持續主打價格戰，MODEL3當年推出的售價是＄99美金。MODEL3外觀雖與MODEL1、2相同，卻沒有手動對焦功能，換句話說，它不是單眼反射式相機。與前幾款SX-70相比，實在不可同日而語。也因此股價持續低迷，迫使藍德辭去了總裁一職，專心投身他最擅長的研發工作中。

  - SX-70 Sonar OneStep (1978)
    - 自動對焦科技終於走出實驗室，與大家見面。這款相機搭載Polaroid Sonar AF System，可以在拍攝前「預視」曝光效果，還能以手動模式拍攝；光線不足時，也會在觀景窗中顯示警告，由於相當先進售價相對提高，當年的售價為＄249美金。

  - SX-70 Sonar OneStep Gold
  - TimeZero SX-70 AutoFocus (1981)
  - TimeZero SX-70 AutoFocus Model 2 (1981)
- Non-folding cameras
  - Model 500
  - Model 1000 (1977)
  - Model 1000 S
  - Model 1000 SE
  - Model 1500 (1977)
  - Model 2000 (1976)
  - Model 3000 (1977)
  - Encore (1977)
  - Instant 1000
  - Instant 1000 DeLuxe
  - OneStep (1977)
  - OneStep Plus
  - Presto! (1978)
  - Pronto!
  - Pronto! B (1977)
  - Pronto! Extra (1977–1978)
  - Pronto! Plus (1976–1977)
  - Pronto! RF (1977)
  - Pronto! S (1976–1977)
  - Pronto! SM (1976–1977)
  - Pronto! Sonar OneStep (1978)
  - Sonar AutoFocus 5000
  - Super Clincher
  - Supercolor 1000
  - Supercolor 1000 DeLuxe
  - Supercolor AutoFocus
  - Supercolor AutoFocus 3500
  - The Button (1981)
  - TimeZero OneStep (1981)
  - TimeZero Pronto AF (1981)

### 600 film
- (底片尺寸 107 x 88 mm，畫面區域 79 x 79 mm)
  - 600 (2000s)
  - 600 Business Edition
  - 600 Business Edition 2 (2000-)
  - 636 Double Exposure
  - 636 CloseUp (1996)
  - Amigo 610
  - Amigo 620 (1982)
  - Barbie Instant Camera (1999–2001)
  - Bicentennial "We The People" (1987)
  - Cool Cam (1988)
  - Construction Camera
  - Polaroid Impulse (1988)
  - Impulse AF (1988)
  - Impulse QPS
  - JobPro (1992)
  - JobPro 2 (2000-)
  - NightCam
  - One (2003)
  - One600 Classic (2004)
  - One600 Pro (2004)
  - One600 JobPro (2004)
  - One600 Ultra (2004)
  - One600 Nero (2004)
  - One600 Panna (2005)
  - One600 Rossa (2004)
  - OneStep 600 (1983)
  - OneStep 600 Express (1997–2002)
  - OneStep 600 Flash
  - OneStep 600 Flash Close-Up (just OneStep after 1998)
  - OneStep AF (1997-)
  - OneStep Silver Express
  - OneStep Talking Camera (1997–1998)
  - P-Cam
  - Pronto 600
  - Quick 610
  - Revue 600
  - SLR 680 (1982–1987)
  - SLR 690 (1998)[23]
  - Spice Cam (1997)
  - Spirit
  - Spirit 600
  - Spirit 600 CL
  - Sun 600 LMS (1983)
  - Lightmixer 630
  - Sun 635 SE
  - Sun 640 (1981)
  - Sun 650 (1982)
  - Sun 660 (1981)
  - Revue Autofocus 660
  - Supercolor 600
  - Supercolor 635
  - Supercolor 635 CL
  - Supercolor 645 CL
  - Supercolor 670 AF
  - Supercolor Elite
  - Taz Instant Camera (1999–2001)
  - Hello Kitty Instant Camera

### Spectra
- (底片尺寸 103 x 101 mm，畫面區域 90 x 73 mm))
  - Image
  - Image 2
  - Image1200 (2004)
  - Image Elite Pro
  - Macro 5 SLR
  - Image Pro (1995)
  - Minolta Instant Pro (1996) Same as Image Pro, Build by Polaroid for Minolta
  - Pro Cam (1996–2000)
  - Spectra (1986)
  - Spectra 2
  - Spectra 1200i (2000-)
  - Spectra 1200si (2000-)
  - Spectra 1200FF (2001)
  - Spectra Onyx (1987)
  - Spectra Pro (1990–1998)

### Captiva
- - Captiva (1993–1997)
  - JoyCam (1999)
  - PopShots (1999–2001)
  - Vision (1993)
  - Vision date:+ (1993–1997)
  - P-500 Digital Photo Printer

### Pocket cameras
- - i-Zone (1999)*izone200 (2004)
  - I-Zone 200 (2005)
  - i-Zone Convertible (2001–2002)
  - i-Zone Digital Combo (2000–2001)
  - i-Zone with Radio (2001–2002)
  - Mio (2001)
  - Xiao (1997)

### Large-format cameras
- - 20 x 24" camera (1976)：這款相機能夠在60秒鐘拍攝完成20×24(英寸)彩色照片，主要應用於藝術創作。
  - 40 x 80" camera at Boston's Museum of Fine Arts (1976)

### i-Type Cameras
- (底片尺寸 107 x 88 mm，畫面區域 79 x 79 mm)

- Impossible I-1 (2016) [24]
  - 5區自動對焦系統，採用反射式紅外線測距
  - 焦距：82 - 109mm
  - 視野：垂直41度，水平40度
  - 12 LED 環形閃光燈

- Polaroid Originals OneStep 2 (2017)

- Polaroid Originals OneStep+ (2018)

- Polaroid Now (2020)[25]
  - 具有重曝及自拍功能
  - 自動對焦系統：2個定焦區 0.4m-1.3m，1.0m-無限遠
  - 焦距：特寫鏡頭 94.96 mm，標準鏡頭 102.35 mm
  - 視野：垂直 41度，水平 40度

- Polaroid Now+ (2021)[26]
  - NOW的升級版。提供藍牙連線功能，可於手機APP使用光圈先決和三腳架模式。
  - 自動對焦系統：2個定焦區 0.4m-1.3m，1.0m-無限遠
  - 焦距：特寫鏡頭 94.96 mm，標準鏡頭 102.35 mm
  - 光圈：F11- F64
  - 快門系統：1/200 - 1 秒（相機模式），1/200 - 30 秒（APP模式）
  - 視野：垂直 41度，水平 40度

- Polaroid Now Gen 2 (2023)[27]
  - NOW 的小改版，將原本的 micro usb 充電孔調整為 USB-C，同時機身材料也調整由40% 的回收材料製成。

- Polaroid Now+ Gen 2 (2023)[28]
  - NOW+ 的小改版，將原本的 micro usb 充電孔調整為 USB-C，同時機身材料也調整由40% 的回收材料製成。

- Impossible I-2 (2023) 
  - 光圈：F8- F64
  - 快門系統：1/250 - 30秒、B快門（相機模式）
  - 焦距：98mm
  - 對焦：自動連續對焦，對焦距離 0.4m ~ ∞
  - 拍攝模式：自動模式、光圈優先、快門優先、手動模式、多重曝光、定時自拍
  - 底片：相容 i-Type、600 和 SX-70 底片
  - 具備光圈環及EV補償撥盤
  - 腳架孔，鏡頭可接49mm濾鏡
  - 2.5mm 外接閃光燈接口
  - 內置鋰電池，USB-C 充電

- Polaroid Now Gen 3 (2025) [29]
  - Polaroid Now Gen 2 升級版。提升測距與測光功能。
  - 腳架孔，鏡頭可接49mm濾鏡
  - 內置鋰電池，USB-C 充電

- Polaroid Now+ Gen 3 (2025) [30]
  - Polaroid Now+ Gen 2 升級版。提升測距與測光功能。
  - 腳架孔，鏡頭可接49mm濾鏡
  - 內置鋰電池，USB-C 充電
  - 內建藍牙，能連接到 Polaroid APP，使用光圈優先、遙控、雙重曝光、自拍、手動模式等模式。

- Polaroid Flip (2025) [31]
  - 4區自動對焦系統，採用超聲波測距
    - Lens1 焦距 94.17mm, 對焦距離 0.4m-0.77m, 最佳對焦距離 0.65m
    - Lens2 焦距 97.75mm, 對焦距離 0.77m-1.03m, 最佳對焦距離 0.85m
    - Lens3 焦距 101.4mm, 對焦距離 1.03m-1.68mm, 最佳對焦距離 1.2
    - Lens4 焦距 106.99mm, 對焦距離 1.68m-∞, 最佳對焦距離 2.5

  - 視野：垂直40.8度，水平 39.4度
  - 快門系統：1/200 - 1 秒（相機模式），1/200 - 30 秒（APP模式）
  - 光圈：F8.5- F66.6
  - 內置鋰電池，USB-C 充電
  - 內建藍牙，能連接到 Polaroid APP，使用光圈優先、遙控、雙重曝光、自拍、手動模式等模式。

### Go Camera
- (底片尺寸 66.6 x 53.9mm，畫面區域 47 x 46mm)
- Polaroid Go (2021) [32]
  - 目前全球最小的拍立得相機。
  - 快門：1/250-1sec
  - 光圈：F12 / F52
  - 視野：垂直 49.1度，水平 48.1度

- Polaroid Go Gen 2 (2023) [33]
  - Go 的小改版，充電孔更新為 USB-C，機身材料有 30% 的回收材料製成。
  - 提升快門至 1/300-1sec
  - 加大光圈至 F9 / F42

### Lab
- Polaroid Lab (2019) [34]
  - 150mm定焦鏡頭
  - 固定光圈 / 變速快門
  - 內建鋰電池1100mAh / Micro USB 充電
  - 尺寸：150 x 115.6 x 149.7 mm (closed) / 150 x 115.6 x 177.16 mm (open)
  - 重量：655g
  - iPhone7 及更新版本，配備 IOS 13 或更高版本。
  - Android手機，螢幕寬度高於 330 DP，運行 Android 7 及更高版本。
  - 適用 i-Type相紙 和 600型相紙

### 底片[35]
- Color i-Type Film
  - 每盒 8 張
  - ASA：640
  - 底片尺寸：107mm x 88mm (4.2" x 3.5")
  - 成像尺寸：79mm x 79mm (3.1" x 3.1")

- B&W i-Type Film
  - 每盒 8 張
  - ASA：640
  - 底片尺寸：107mm x 88mm (4.2" x 3.5")
  - 成像尺寸：79mm x 79mm (3.1" x 3.1")

- Color 600 Film
  - 每盒 8 張，內建電池。
  - ASA：640
  - 底片尺寸：107mm x 88mm (4.2" x 3.5")
  - 成像尺寸：79mm x 79mm (3.1" x 3.1")

- B&W 600 Film
  - 每盒 8 張，內建電池。
  - ASA：640
  - 底片尺寸：107mm x 88mm (4.2" x 3.5")
  - 成像尺寸：79mm x 79mm (3.1" x 3.1")

- Color SX-70 Film
  - 每盒 8 張，內建電池。
  - ASA：160
  - 底片尺寸：107mm x 88mm (4.2" x 3.5")
  - 成像尺寸：79mm x 79mm (3.1" x 3.1")

- B&W SX-70 Film
  - 每盒 8 張，內建電池。
  - ASA：160
  - 底片尺寸：107mm x 88mm (4.2" x 3.5")
  - 成像尺寸：79mm x 79mm (3.1" x 3.1")

- Color 8x10 Film
  - 每盒 10 張
  - ASA：640
  - 底片尺寸：325mm x 215mm (12.8" x 8.5")
  - 成像尺寸：241mm x 190mm (9.5" x 7.5")

- B&W 8x10 Film
  - 每盒 10 張
  - ASA：640
  - 底片尺寸：325mm x 215mm (12.8" x 8.5")
  - 成像尺寸：241mm x 190mm (9.5" x 7.5")

- Polaroid Go Color Film
  - 每盒 8 張
  - ASA：640
  - 底片尺寸：66.6mm x 53.9mm (2.623" x 2.122")
  - 成像尺寸：47mm x 46mm (1.851" x 1.811")

## 年表

### 1926－1939年
- 1926年，宝丽来创始人爱德华·兰德中断了自己在哈佛大学的学业，开始光学研究。[36]
- 1928年，兰德发明了最初的合成薄片偏光镜。
- 1929年，兰德获得了第一个合成偏光镜专利。初创时期，兰德偏光镜的产品包括摄影滤镜、太阳镜、防眩光飞机窗户，也成为1937年宝丽来公司的第一批产品。
- 1932年，爱德华·兰德与哈佛物理研究方面的领袖人物乔治·维尔莱特在麻省韦尔兹利利的希尔建立了兰德－维尔莱特实验室，继续研究和制造偏光镜。
- 1933年，兰德－维尔莱特实验室公司化。
- 1934年，伊士曼柯达与宝丽来公司签署协议，获得日光偏振镜技术用来生产摄影滤镜。
- 1935年，兰德向美国光学公司展示自己的发明，并签署授权协议，同意美国光学公司利用偏光镜技术生产太阳镜。同年，宝丽来商标名称和商标注册。年末，第一个偏光镜广告出现在一本科学期刊上。
- 1936年，兰德－维尔莱特实验室在剑桥哈佛校园展示防眩光汽车前灯。兰德－维尔莱特为员工提供医疗保证和圣诞节红利，初创了一种员工福利模式，这种模式对于促进员工的工作创新和前瞻性思维发挥了重要的作用。
- 1937年9月13日，宝丽来公司根据特拉华州法律宣布成立，公司获得了所有爱德华·兰德拥有的专利和专利应用授权；兰德和他的助手拥有8个公司的未清资金股票。偏光眼镜发布，同时发布的还有宝丽来显微附件和Type II偏光镜。
- 1938年，利用偏光镜片技术，宝丽来公司发布了透光度可调窗户，第一款安装在联合太平洋火车俱乐部的专用车厢中。宝丽来开始设计生产专用台灯、桌灯、皮肤病检查灯、宝丽来显微镜。
- 1939年，海伦娜·卢本斯特研制成功宝丽来显微镜Dermascope，一种能够进行皮肤表层分析的医学仪器。太阳镜和太阳镜镜片拓展出公司第一个商业子市场，大约售出100万副宝丽来眼镜。威廉·姆库尼，也就是后来的董事长和CEO加入宝丽来，建立公司的质量控制体系。

### 1940－1949年
- 1940年，宝丽来发布矢量3-D图片。矢量图的发布展现了公司对原有技术的新应用，扩大了偏光镜在摄影领域的应用。在其他领域，矢量图还被应用于“二战”航空侦察测量。
- 1941年，宝丽来研制成功机枪训练器材。
- 1942年，宝丽来为战争生产装备。宝丽来全功能防尘眼镜投入军用。伴随着对瓜达卡纳尔岛的入侵，航空宝丽来矢量图在军事侦察中大量使用。偏光镜和非偏光滤镜应用于海军装备，宝丽来并被要求建立玻璃光学部。民用太阳镜因为原材料的限制暂停生产。
- 1943年，宝丽来研制出一种方位角测量仪，能够测量出航空器的飞行高度。爱德华·兰德被邀加入美国艺术与科学院。
- 1944年，兰德研制一次成像（One-Step）摄影系统。
- 1945年，随着战争的结束，宝丽来开始将重点转向民用产品研究和生产。偏振驾驶挡光板被研制了出来，这种偏光系统可以有效消除迎面汽车头灯眩光。
- 1946年，继续研究一次成像摄影技术；研究出新的彩色动画处理方法和矢量图。
- 1947年，即显摄影诞生。在美国光学协会宣布一步成像技术能够在60秒钟完成一张照片。第一款兰德相机设计完成。
- 1948年，第一款宝丽来兰德相机Model 95在波士顿约旦·玛莎百货商店销售，售价89.75美元。新相机能够拍摄完成3.3×4.25的干片。
- 1949年，宝丽来兰德相机Model 95广受欢迎，第一年的销售突破500万美元。同年宝丽来聘请安塞尔·亚当斯(Ansel Adams)做顾问。兰德即显摄影新的应用领域包括了身份证照、显微摄影和示波器摄影。宝丽来公司因为1分钟成像技术和兰德相机，赢得了美国相机成就奖。

### 1950－1960年
- Model 110A。Copymaker Model 208发布，这是一款使用宝丽来标准胶卷，拍摄文本、照片、图表或图像来制作幻灯片或照片的相机。宝丽来透明系统发布，它能够使相机的使用者在两分钟之内完成一张投影用黑白透明片。兰德博士获得哈佛大学荣誉科学博士学位。
- 1958年，一次成像（One-Step）摄影走进工作室。50系列兰德胶片和4×5胶片后背成为专业摄影师必不可少的测试工具。宝丽来产品在45个国家销售。宝丽来销售净值超过Bell&Howell，成为继伊士曼柯达和通用苯胺与胶片公司之后，美国摄影工业领域第三大公司。兰德博士成为英国皇家摄影协会会员。
- 1959年，Wink Light Model 250和Model 252发布，可以在没有闪光的条件下进行室内拍摄。47型兰德胶片，感光度达ASA3000，作为一种高速胶片，使无闪光室内拍摄成为可能。
- 1960年，宝丽来发布了自己第一款自动曝光相机，Model 900安装有电眼，它具有处理复杂的光线能力。Model 110B发布，是原型Model 110相机的改进型。兰德博士在公司年度股东会议上进行了宝丽来彩色胶片试验性演示。宝丽来建立了日本子公司———日本宝丽来（Nippon Polaroid Kabushiki Kaisha，简称NPKK）。

### 1970－1979年
- 1970年，Swinger相机使用的无膜黑白胶片（20C）开始发售，新胶片改进了影像的色调范围，30秒显影，感光度为ASA3000。Colorpack III发布，这是一款轻便、低价带有电子快门和内置显影计时器的相机。
- 1971年，Big Shot相机发布，仅限于闪光人像拍摄，著名当代艺术家安迪·沃霍尔成为其著名的用户之一。Square Shooter和 Super Colorpack发布，ID-3兰德身份照系统发布，ID系统同时能够拍摄其他物体和数据卡片来制作完整的标识型证件卡片。宝丽来基金会建立，为艺术家提供胶片、设备和工作室等服务的慈善捐赠，作为回报，艺术家根据项目合作协议拍摄的作品将被收入宝丽来收藏馆。
- 1972年，具有革命性意义的SX-70系统在年度股东会议上发布。这款相机具有自动、电机驱动、可折叠、单镜头反光等特点，拍摄的胶片能够自显影和自控时。知名电影制片人、设计师查尔斯·埃梅斯编写、导演和摄制了11分钟介绍宝丽来SX-70系统的电影。宝丽来首次自己开始生产、组装相机。
- 1973年，肯尼迪画廊创立。肯尼迪画廊主要用来展示使用宝丽来产品进行拍摄的专业摄影师作品。SX-70相机产量达到日产5000架，SX-70胶片的生产速度是每天5万盒。MP-4发布，代替了MP-3，使用宝丽来后背、4×5胶片或胶卷。Square Shooter2 成为美国圣诞节销售最好的相机。
- 1974年，宝丽来预计当年拍摄的即显照片达到100万，其中一半是彩色照片。105正片/负片盒式胶片发布。宝丽来开始为SX-70相机和胶片制造自己的镜头和电池。新产品还有SX-70 Model 2、Polapress(身份证照片系统)和4×5相机使用的Model 405盒装胶片。
- 1975年，宝丽来开始销售新的Polacolor 2(108)彩色胶片，这是第一种宝丽来用彩色负片技术制造完成的剥离式彩色胶片。迷你人像相机在美国上市。兰德博士2月18日从公司董事会主席的职位上退休，威廉·麦克库尼被选为董事会主席和首席运营官。
- 1976年，面向医学和工业领域应用的667无膜黑白胶片发布。宝丽来起诉伊士曼柯达侵犯专利权。在公司年度会议上，兰德博士展示了还处在实验阶段的大尺寸彩色胶片。
- 1977年，OneStep兰德相机发布，这款廉价的定焦相机成为4年中在美国销售最好的传统即显相机。宝丽来发布20×24（英寸）相机，这款相机能够在60秒钟拍摄完成20×24（英寸）彩色照片，主要应用于艺术创作。宝丽来销售超过10亿美元。兰德博士获得第500项专利。
- 1978年，一种新型即显彩色动画系统polavision发布，使用自显影盒带可拍摄2.5分钟的电影。这种技术得到了高度评价，但在商业上并未取得成功。从1963年开始研究的声纳技术结出果实，在SX-70和Pronto相机上开始使用声纳自动对焦系统。当年发布的其他产品还有即显10、20和30相机，Prontol声纳OneStep、MemoryMaker和Model 600。
- 1979年，梵蒂冈博物馆展览了使用20×24相机近摄完成的作品《拉斐尔的变形》。兰德博士宣布Time-Zero胶片诞生，在几秒钟后可以看见影像初现，在1.5分钟完成显影。宝丽来611视频影像记录胶片发布，应用于医学诊断系统。第一个宝丽来摄影全国巡展开始。

### 1980－1989年
- 1980年，最初专门为SX-70胶片显影设计的Polapulse P100电池，宣布进入商业应用。兰德博士卸任CEO，但仍然担任品牌主席和基础研究咨询指导一职。威廉·姆库尼担任CEO。兰德创建罗兰（Rowland）科学研究院———一个旨在进行基础科学研究的非营利性私人机构。
- 1981年，宝丽来即显600 Sun System相机，在每张照片的拍摄中自动使用内置电子闪光减少阴影、使周围的光线达到平衡，实现准确曝光。612（ASA 20000）开始销售。其他发布的产品有：8×10胶片处理系统、Time-Zero系列相机、4×5盒装胶片、Colorgraph 8×10透明胶片和CP-70显示器滤镜。I·M·马克布斯当选COO。
- 1982年，宝丽来发布680 SLR，这是一款声纳自动对焦的可折叠单反相机。超声波环形系统发布，应用于物探、医学应用和机器人技术。EC-3内窥镜相机发布，成为内窥镜肠胃检查记录的标准设备。威廉·姆库尼接替兰德博士成为董事会主席。
- 1983年，宝丽来发布低价位计算机影像记录仪Palette胶片记录仪，可以实现将计算机影像转换到135胶片上。35mm自动处理系统发布，从而使宝丽来即显摄影产品兼容标准（传统）的35mm相机。I·M·马克布斯被选为公司主席，接替威廉·姆库尼，但威廉仍然担任董事会主席和CEO一职。
- 1984年，宝丽来以8英寸和5.25英寸软盘构成的产品线进入软盘市场。宝丽来发布了带有显示驱动系统的VideoPrinter Model 48 视频信号转印系统，可转印4×5或8×10（英寸）的照片。宝丽来设立一站式购物的宝丽来胶片中心。宝丽来在CES展上推出8mm家庭视频记录系统。
- 1985年，第一款传统彩色透明胶片发布，宝丽来专业Chrome胶片分发给部分专业摄影师试用。宝丽来起诉伊士曼柯达侵犯专利胜诉。I·M·马克布斯当选主席和CEO，威廉·姆库尼继续担任董事会主席。
- 1986年，在宝丽来兰德相机Model 95公布38年之后，光谱相机（Spectra Camera）首次在马萨诸塞州的波斯顿约旦·玛莎百货公司登台亮相。宝丽来展示的日光全息照片———宝丽来Mirage全息照片。FreezeFrame视频记录仪和ProPack相机发布。4月25日，美国联邦上诉法院支持地方法院关于宝丽来诉伊士曼柯达侵犯其拥有的即显相机与胶片制造专利权一案的判决。
- 1987年，世界市场上第一款透明相机Spectra System Onyx发布。宝丽来成为世界上最大的软件复制商，具体业务是由其新的子公司———介质复制服务有限责任公司来完成。
- 1988年，宝丽来发布Impulse 和CoolCam 消费级相机。顶级投影仪Bravo和Slide Maker、Miniportrait 403和ID2000计算机身份证照片系统上市。无汞PolaPulse电池在一体胶片制造中使用。宝丽来开始在墨西哥和中国制造产品。山姆洛克控股公司试图开始恶意收购。
- 1989年，发布ID-4 桌面系统，这种设计使用户可以进行各种不同的光线、镜头和相机操作。宝丽来发布35mm OneFilm 和High Definition高分辨率转印胶片。在俄罗斯成立合资公司。当年3月，山姆洛克控股公司，一个成立于加利福尼亚的控股公司，终止了它通过出价和代理竞争控制宝丽来公司的企图，结束了宝丽来长达9个月的噩梦。

### 1990－1999年
- 1990年，宝丽来开始销售新型Digital Palette CI-3000电脑胶片记录仪。OneStep闪光相机开始销售。ID1000和ID2000Plus识别系统发布。在中国上海设立子公司。
- 1991年，董事会主席威廉·姆库尼退休，I·M·马克布斯被任命为主席。发布新型数码胶片记录仪、扫描仪和照片打印机。经过近15年的法律诉讼，宝丽来公司获得柯达公司9.25亿美元的侵权赔偿。宝丽来创始人爱德华·兰德去世，享年81岁，他出生于1909年5月7日。
- 1992年，在股东会议上发布Captive相机，具有first-of-its图片存储分割功能。JobPro相机发布，适用于建筑承包商施工拍摄和现场记录。OneStep相机由亨利·德莱弗斯事务所重新设计。高端、高性能的ProCam相机在科隆摄影博览会提前亮相。
- 1993年，显微照相机发布，这款MicroCam能够通过光学显微镜拍摄任何标本，最初的销售超过预期的3倍。宝丽来发布针对专业市场的改进型即显剥离式胶片–Pro 100胶片；新型证件照胶片Polacolor Ultraviolet胶片发布，可以进行身份证照片的制作。宝丽来医学影像系统部分开始在Helios 810激光影像系统使用。宝丽来日渐成为录像带销售领域的领军公司之一。
- 1994年，SprintScan 35扫描仪发布，并成为世界上速度最快、最好的彩色反转片和负片扫描仪。宝丽来发布用于法庭和健康记录并预置了网格的即显胶片GridFilm。使用视窗界面制作身份证的简单、可靠的系统ID4000发布，成为身份证制作产品线中的一员。宝丽来连续扩展在俄罗斯和印度等市场。
- 1995年，Polaview 105 LCD投影仪发布，安装有伺服投影单元。其他产品有OneStep 自动对焦相机、Talking OneStep相机、PhotoPad数字化扫描仪和Dryjet彩色验证系统。加里·蒂堪米罗10月加入宝丽来，接替退休的主席和CEO I·M·马克布斯。
- 1996年，宝丽来发布了首款数码相机———PDC 2000，此前，PDC 2000荣获产品设计和质量大奖。Macro 5 SLR相机发布，一款5∶1近摄系统，适用于医学、牙科、执法等领域，能够提供所需要的即显、高质、真实的影像。690 SLR发布，是与680 SLR很相像的新版本，全球首发仪式在日本进行。宝丽来成为欧洲市场偏光太阳镜的领军品牌。
- 1997年，即显摄影50周年———1947年2月21日，爱德华·兰德在美国光学协会宣布即显摄影诞生。DMC数字显微相机发布，销售市场对象定位于科学家和实验室技术人员。其他数字产品有ProPalette 7000胶片记录仪、SprintScan 45胶片扫描仪、新型LCD投影仪和Before&After软件（宝丽来首款影像增强软件）。宝丽来喷墨照片纸发布。
- 1998年，宝丽来发布了一款通过PC能够30秒钟在宝丽来胶片上打印一张照片的数字照片打印机———ColorShot数字照片打印机。OneStep成为世界上销售最多的相机。数字相机线中的PhotoMAX领军美国销售市场。其他发布的产品有PDC 640数码相机、3款新型600胶片、两款新型600相机、一款新型数字显微照相机等。
- 1999年，宝丽来i-Zone便携式相机和Sticker胶片同时发布。宝丽来数码相机销售达40万台。即显相机销售达970万台。

### 2000年
- 2000年，新型数字i-Zone产品发布；Combo相机可以拍摄小尺寸即显照片和数码照片；i-Zone Webster发布，专门设计用来扫描i-Zone照片的小型图片扫描仪。宝丽来联合奥林巴斯研制开发了Camedia C-211Z，首款即显数码打印相机。SprintScan 45 Ultra 多尺寸数码胶片扫描仪发布。宝丽来销售出了1300万台即显相机，数字相机的销售达到1300万台，3倍于1999年。
- 2001年，发布P-500数码照片打印机，能够支持无线打印。同年PDC 640、宝丽来Digital Picture Frame、MP3数码相机发布，2300数码相机以200万像素的品质扩充了其数码相机产品线。宝丽来被《商业伦理》杂志评为“百强公司”。宝丽来自愿根据美国破产法第11章提起破产保护申请。
- 2002年，发布i-Zone Fortune胶片，这种胶片将时尚、讯息和微笑作为对用户诉求点。宝丽来发布mio相机，一款便携式相机，能够拍摄钱包大小的照片；同时发布的还有一款高质量扫描仪SprintScan 4000 Plus，可扫描35mm专业胶片。主席兼CEO 加里·蒂堪米罗退休，主要股东之一的雅克·纳塞尔当选主席。
- 2003年，宝丽来公司发布宝丽来One相机，是OneStep的升级版，外形设计时尚美观。宝丽来690胶片发布，一种高级专业剥离型即显胶片。宝丽来发布即显数码打印终端站，能够进行两秒一张的4×6数码照片打印。宝丽来任命52岁的J·迈克尔·珀库克担任主席和CEO一职。他是自2002年7月31日宝丽来成立新公司以来第一任首席执行官。
- 2004年，One600型系列产品发布，6款即显相机组成了新的产品线，继承了宝丽来公司即显技术的精华。宝丽来发布了最新的打印机产品———PP46d数码照片打印机。PP46d打印机在2分钟内可打印获得一张分辨率为300dpi、无边距照片。这款打印机可以不需要连接电脑，用户只要插入存储卡、选择照片，就可进行打印。
- 2005年，宝丽来公司被明尼苏达州企业派特斯全球集团买下。
- 2008年，宝丽来宣布停止制造底片，转往发展数码相机业务，同年6月，宝丽来大中华代理权被宝丽来亚太收回。而设于荷兰恩社德的胶片厂也停止生产最后一种宝丽来胶片（T600胶片）。10月，“不可能計劃”团队从宝丽来获得全部的生产线以及签下一块地皮的10年租赁合同，这项工程拯救了最后一部分宝丽来出品的即时成像胶片。
- 2010年，“不可能計劃”在纽约召开发布会，宣布恢复生产两款适用于sx-70等各种宝丽来相机的新型相纸。据悉，每卷胶片的售价为21美元，可以拍摄8张黑白相片。公司计划在夏天推出彩色相纸，10年可望生产总共100万卷胶片。
- 2011年，宝丽来携手新产品——灰标系列的创意总监Lady Gaga推出全新未来感GL30相机。[37]

## 宝丽来改造
- 2000年以来，世界各地宝丽来爱好者改造宝丽莱相机使之焕发新的生命，多数是把他们改造为现在流行的，可以使用Fuji100波拉拍胶片和4X5大画幅专业胶片和波拉拍的专业相机，特别是POLAROID 110B 110A 改造的[4X5相机]，以其大画幅高质成像、轻巧、折叠便携、精确快速对焦、坚固耐用等特性，赢得专业摄影师的青睐。